# Admiraltykaart

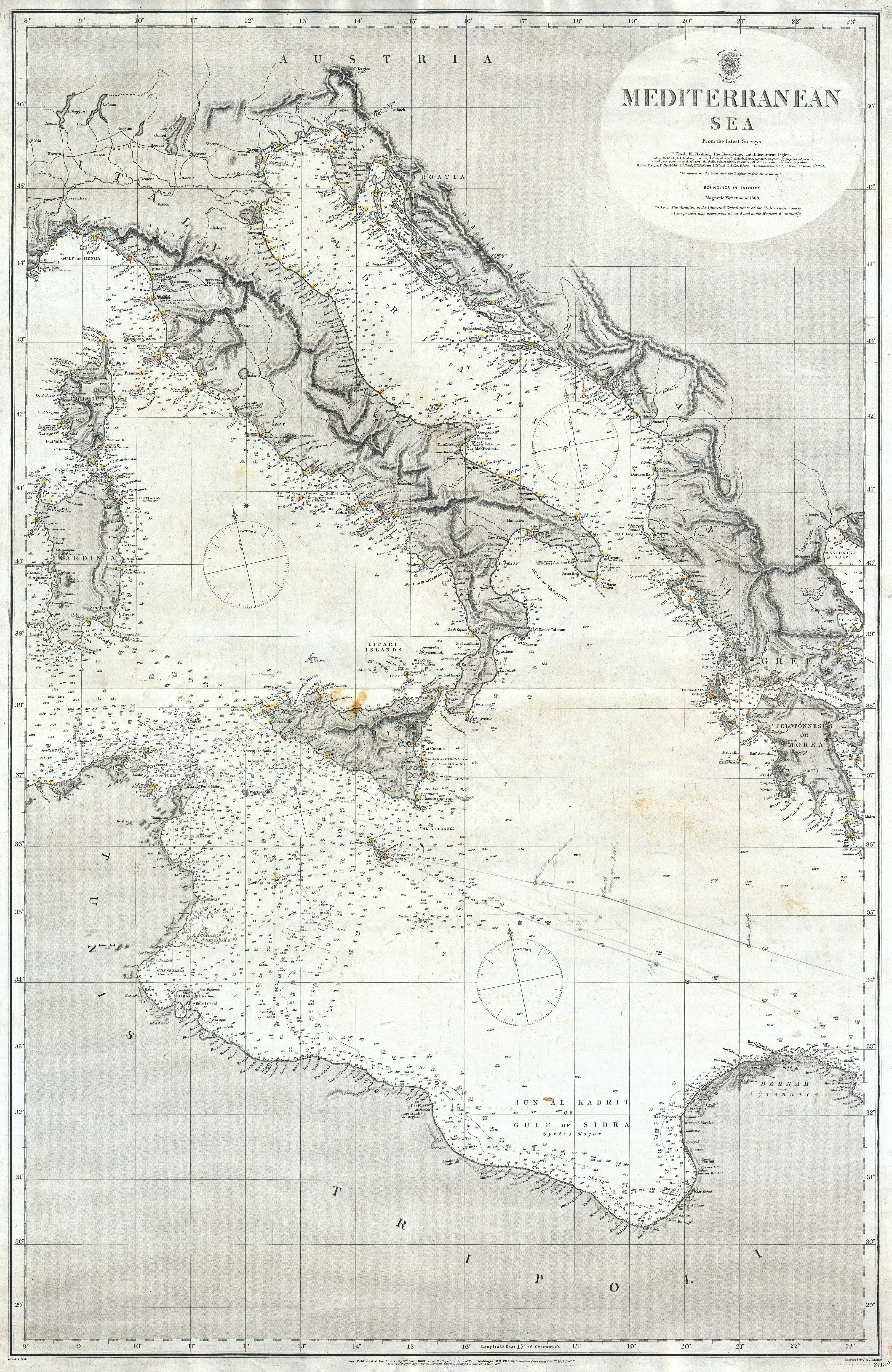
BA 2718b, een oude BA-kaart uit 1860 van het Middellandse Zeegebied rond Italië. Waterdieptes zijn hier nog aangegeven in vadems en hoogtes in voeten. Tegenwoordig is de meerderheid van de BA-kaarten metrisch, te herkennen aan de gele kleur van land, in tegenstelling tot het grijs bij vademkaarten.

Admiraltykaarten (vernoemd naar de Britse admiraliteit, BA) zijn zeekaarten die worden uitgegeven door de United Kingdom Hydrographic Office (UKHO). Het zijn de meest gebruikte zeekaarten voor navigatie in de koopvaardij. De UKHO heeft een wereldwijd dekkende kaartenserie van meer dan 3300 zeekaarten, voor een deel bestaand uit afgeleide kaarten; kaarten die zijn gebaseerd op die van andere landen die aangepast zijn aan de eigen kaartserie. Kaarten met een schaal kleiner dan 1:50.000 worden in de mercatorprojectie  uitgevoerd. Voor speciale kaarten als voor grootcirkel- of poolnavigatie en voor kaarten op grotere schaal zijn andere projecties toegestaan.
De Admiraltykaarten worden allemaal omgezet naar WGS 84. Dit loopt al vele jaren en zal ook nog jaren duren, vooral bij kaarten waarvoor het verband tussen de bestaande opnemingen en WGS 84 moet worden vastgesteld.
Naast de Admiraltykaarten biedt de UKHO ook nog andere producten: thematische kaarten, routeringskaarten, gnomonische kaarten en variatiekaarten. Voor de navigatiekaarten worden wekelijks berichten aan zeevarenden (Notices to Mariners, NtM's) met verbeteringen uitgegeven.